# هال هاسكينز
هال هاسكينز (بالإنجليزية: Hal Haskins)‏ مواليد 29 أكتوبر 1924 في ألكساندريا - الوفاة 31 مايو 2003، كان مدرب كرة سلة أمريكي ولاعب. بدأ مسيرته الاحترافية في سنة 1950. تم اختياره من قبل فريق لوس أنجلوس ليكرز خلال الدرافت. بلغ طوله 6 قدم 3 بوصة (1.9 م). اعتزل اللعب في 1951.

## روابط خارجية
- هال هاسكينز على موقع سبورتس رفرنس (الإنجليزية)
- هال هاسكينز على موقع كلية كرة السلة في سبورتس رفرنس.كوم (الإنجليزية)
- هال هاسكينز على موقع ريلجم (الإنجليزية)